# Nemoria adaluzae
Nemoria adaluzae är en fjärilsart som beskrevs av Linda M. Pitkin 1993. Nemoria adaluzae ingår i släktet Nemoria och familjen mätare. Inga underarter finns listade i Catalogue of Life.